# Hnefatafl

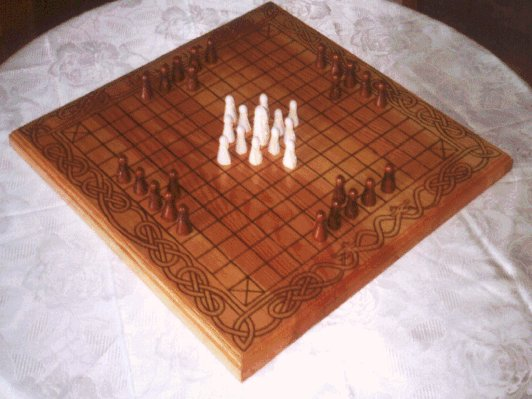
Spelet uppställt.

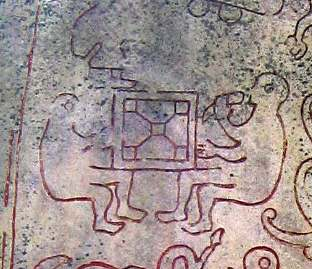
Möjlig avbildning på runstenen Gs 19.

Hnefatafl (isländska för ”nävetavle” eller ”kungstavle”), tablut, tafl, på svenska även tavle, bräde (norska-danska: kongens bord, tyska: königszabel, engelska: king's table), är ett gammalt nordiskt brädspel. Namnet hnefatafl är isländskt och kommer från orden hnefi (”näve”), som är kungen i schack, och tafl (”tavla”), som betyder (spel)bräde').
Alla tafl-spel spelas på ett schackliknande bräde med två spelare. Dessa bräden har alla udda antal rutor, och det finns bevarade bräden på alltifrån 7x7 till 13x13 rutor, men utöver hur att större bräden kräver fler pjäser skiljer sig inte de återskapade reglerna nämnvärt. Spelen är alla asymmetriska, spelarna har inte samma uppsättning pjäser och mål. Spelen liknar på detta sätt de klassiska spelen rävspel eller björnspel. Tafl-spel omnämns i nordiska sagor och överlevde in i sen tid i samisk kultur i form av tablut i Lappland. Speltypen anses ha rötter i liknande romerska spel. Många olika kulturer har haft varianter av spelet, till exempel brandubh och fitcheall på Irland.
Det finns bevarade pjäser och spelbräden från många olika platser i landet, bl.a. från flera gravar i Birka. Reglerna finns däremot nedtecknade först från Carl Von Linné, och hans resa i Lappland 1732. Där nedtecknade han flera spel och lekar från samisk kultur, bland annat just tablut vars bräde är identiskt med vissa versioner av hnefatafl. 

## Regler
- spelet har två spelare
- kungen ("vit") står i mittrutan

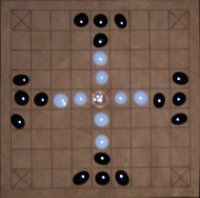
Startuppställning (9x9-bräde).
Anfallande pjäser i svart, försvarande pjäser i vitt.

- runt kungen grupperas vita försvarare (8 för 9x9-bräde, 12 för 11x11, etc.)
- vid brädets kanter ställs de svarta pjäserna (16 respektive 24 pjäser i 9x9 och 11x11, tec.)
- alla pjäser kan flyttas valfritt antal rutor i rak linje (inte diagonalt - alltså som ett torn i schack)
- en pjäs slås genom att den omges av motståndarpjäser på två motsatta sidor horisontellt eller vertikalt 
  - en pjäs får flyttas in mellan två motståndarpjäser utan att slås (kungen kan också flyttas in mellan två eller tre motståndarpjäser/kanter utan att slås)
  - kungen slås genom att den omges av fyra motståndarpjäser eller av tre motståndarpjäser och brädets kant
  - ett drag kan slå mer än en pjäs
- vit spelare vinner om kungen lyckas ställa sig i en hörnruta
- svart spelare vinner om kungen slås
- vit spelare drar först

Spelet har, förutom varierade uppställningar och brädstorlekar, många varierade regler:
- kungen kan vara vapenlös och får då inte användas för att slå svarta pjäser
- hörnrutorna kan vara reserverade för kungen

Mittrutan kallas ibland tronen och kan vara reserverad för kungen. Svarta pjäser kan vara förbjudna att återvända till kantrutor.